# Tinogasta

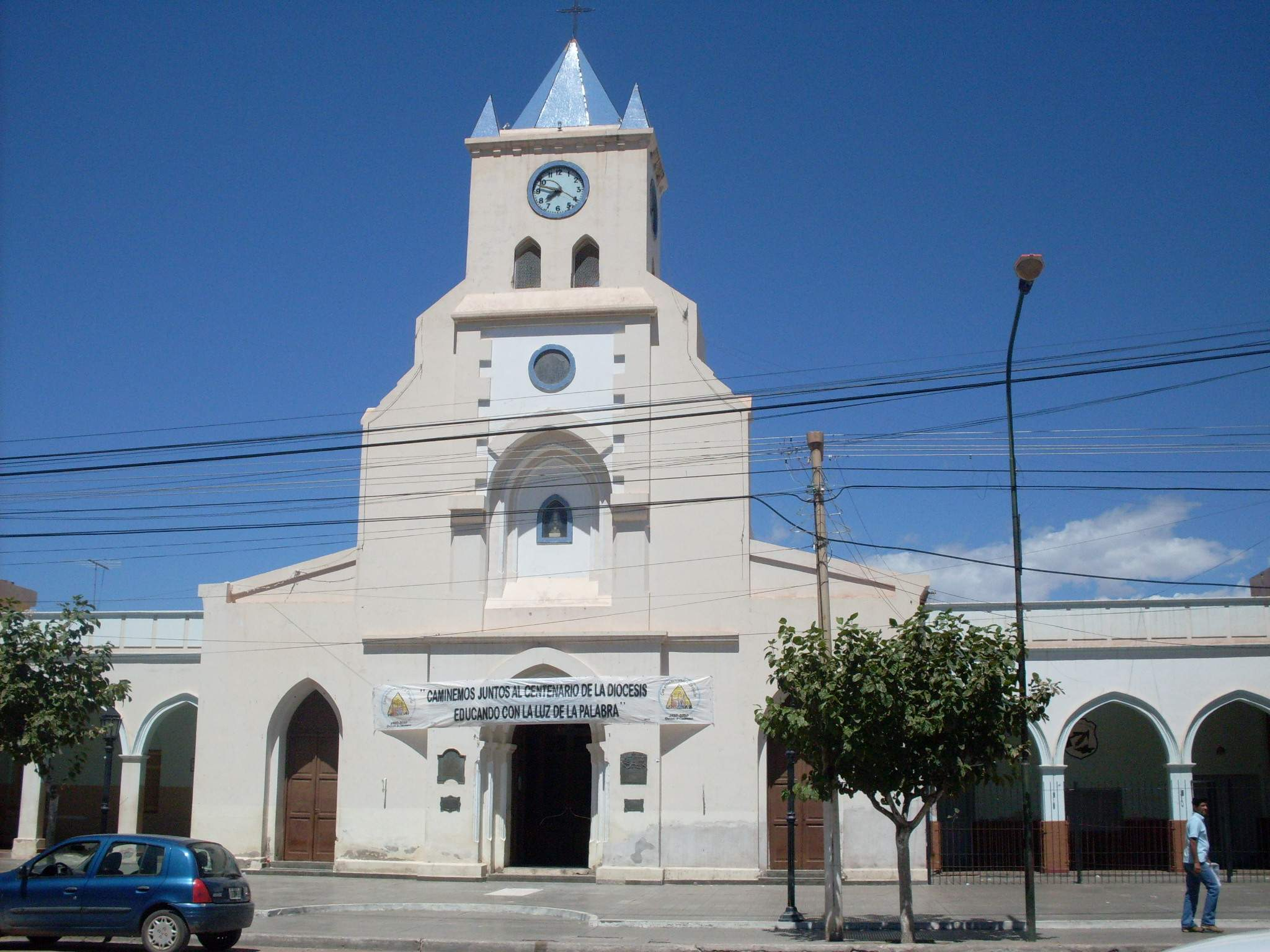
La chiesa parrocchiale di Tinogasta

Tinogasta è un comune dell'Argentina, appartenente alla provincia di Catamarca, situato nella parte occidentale della provincia, a 280 km dal capoluogo provinciale.